# 152. Feldausbildungs-Division
Die 152. Feldausbildungs-Division war eine deutsche Infanteriedivision im Zweiten Weltkrieg.

## Geschichte

### Aufstellung
Die Division wurde am 12. März 1945 als Feldausbildungs-Division für den Wehrkreis V im Befehlsbereich des Oberbefehlshabers West am Oberrhein aufgestellt. Bis Ende März konnte zwei Feldausbildungs-Bataillone durch das Jäger-Ersatz- und Ausbildungs-Bataillon 56 in Villingen aufgestellt werden. Zum 23. März 1945 wurde die weitere Aufstellung abgebrochen.
Die Verwendung der Bataillone bei Kriegsende ist ungeklärt.

## Gliederung
- Feldausbildungs-Regiment 1310
- Feldausbildungs-Regiment 1311
- Feldausbildungs-Regiment 1312
- Divisionseinheiten 1452